# 朝鮮総聯中央学院
朝鮮総聯中央学院（ちょうせんそうれんちゅうおうがくいん）は、東京都八王子市叶谷町に設置されていた朝鮮総連の教育研修機関。大阪府東大阪市六万寺町に近畿分校が設置されている。現在同敷地には、2005年5月から2011年3月まで株式会社アーム電子本社工場が、2012年8月からは株式会社JVISが操業を行っている。

## 概要
朝鮮総聯の幹部、学習班を養成する学校として1955年8月16日に東京都狛江市に創立された。また、在日本朝鮮信用組合協会の職員養成も行っていた。
日曜日は休日だが、全寮制で外出は禁止されていた。また期間中は飲酒は禁止されていた。
ここでは「総括」と呼ばれる科目がある。

## 一日の生活
- 6時 - 起床
- 8時 - 朝食
- 9時～12時 - 学科
- 12時 - 昼食
- 13時～17時 - 学科
- 17時～18時 - 「総括」
- 18時 - 夕食
- 19時～ - 「総括」

## 参考資料
- 金昌烈『朝鮮総聯の大罪』宝島社　ISBN 9784796653138